# Římskokatolická farnost Boršov
Římskokatolická farnost Boršov je jedno z územních společenství římských katolíků v děkanátu Svitavy s farním kostelem svaté Anny.

## Historie farnosti
První zmínka o vesnici pochází z roku 1281. Kostel je gotický, barokně přestavěný. O době jeho vzniku nejsou písemné zmínky, ale musel existovat již ve 14. století. K roku 1509 je uváděn nejstarší známý boršovský farář, Bernard. Kolem roku 1550 byl při kostele protestantský farář, v pobělohorském období získali kostel zpět katolíci. V červnu 1804 byl kostel znovu vysvěcen olomouckým světícím biskupem Aloisem, hrabětem Kolowratem.
Roku 1678 hrabě Karel Eusebius z Lichtensteina povolal do Moravské Třebové františkány. Kostel i klášter si vystavěli bratři sami. V roce 1950 byl klášter zabrán Státní bezpečností. Po navrácení kláštera v únoru 1990 převzali františkáni správu farnosti Moravská Třebová i s okolními farnostmi (tedy také s Boršovem). 

## Duchovní správci
Současným administrátorem excurrendo je  P. Cyprián Marek Bobák OFM.

## Bohoslužby
| Kostel            | Místo  | Bohoslužba (den) | Hodina | Poznámka     |
| ----------------- | ------ | ---------------- | ------ | ------------ |
| kostel svaté Anny | Boršov | neděle           | 11.00  | Farní kostel |